# Pachycereus
Pachycereus  este un gen de 9-12 specii de mari cactuși, originari din Mexic și în sudul Arizonei, USA. Formează mari arbuști sau mici arbori până la 5–15 m înălțime cu un diametru de 1 m.

## Specii
- Pachycereus gatesii
- Pachycereus gaumeri
- Pachycereus grandis
- Pachycereus hollianus
- Pachycereus marginatus
- Pachycereus militaris
- Pachycereus pectin-aboriginum
- Pachycereus pringlei
- Pachycereus schottii
- Pachycereus weberi

Pachycereus pringlei este unul dintre cei mai mari cactuși din lume, atingând un record maxim de 19.2 m (Salak 2000).

## Sinonime
- Backebergia Bravo
- Lemaireocereus Britton & Rose
- Lophocereus (A.Berger) Britton & Rose
- Marginatocereus (Backeb.) Backeb.
- Mitrocereus (Backeb.) Backeb.
- Pterocereus T.MacDoug. & Miranda

## Bibliografia și legături externe
- Salak, M. (2000). In search of the tallest cactus. Cactus and Succulent Journal 72 (3).
- Flora of North America: Pachycereus
- Cacti Guide: Pachycereus

salak]]